# Переслідування (фільм, 1988)
«Переслідування» — радянський художній фільм 1988 року, знятий режисером Усенжаном Ібрагімовим на кіностудії «Киргизфільм».

## Сюжет
Дія фільму відбувається у двадцяті роки на півдні Киргизії. У військовий гарнізон прибуває командир взводу Абиш Ісаєв. Його завдання — разом із червоним командиром Валентином Угрюмовим — зупинити кровопролиття та розгроми, що вчиняються загоном Шааназара, та повернути дехкан у свої будинки.

## У ролях
- Сакибек Карабаєв — Ісаєв
- Андрій Градов — Угрюмов
- Шухрат Іргашев — Шааназар
- Едильбек Чокубаєв — Таджибай
- Лев Пригунов — Осташевський
- Мурат Мамбетов — Шатеков
- Владислав Жигульов — Лаптєв
- Микола Марусич — Боголюбов
- Турсун Теміркулов — Козубай
- Саттар Дікамбаєв — Медетбек
- Дімаш Ахімов — Ахімов
- Дюйшен Байтобетов — епізод
- Мухтар Бахтигерєєв — епізод
- Чоробек Думанаєв — епізод
- Ашир Чокубаєв — епізод
- Медель Маніязов — епізод
- Алмаз Киргизбаєв — епізод
- Е. Сасибаєв — епізод
- Б. Чарбеков — епізод
- Нурлибай Єсімгалієв — епізод
- Нуржуман Іхтимбаєв — епізод
- Назіра Мамбетова — епізод
- З. Хабібуллаєв — епізод
- Сарсен Баймуханов — епізод
- Т. Усенов — епізод
- І. Утепбергенов — епізод
- Марат Жантелієв — епізод
- Азамат Молдабаєв — епізод
- А. Нуркамілов — епізод
- Нематжан Нематов — епізод
- Е. Рахматов — епізод
- Т. Садиков — епізод
- Акилбек Абдикаликов — епізод
- С. Лисенко — епізод
- А. Чупахін — епізод
- С. Масліков — епізод
- В. Аксіонов — епізод
- А. Шустов — епізод
- К. Малабаєв — епізод
- Т. Курманалієв — епізод
- Рано Закірова — епізод
- Гульнара Чокубаєва — епізод
- Фаріда Ходжаєва — Ходжикон

## Знімальна група
- Режисер — Усенжан Ібрагімов
- Сценаристи — Толомуш Окєєв, Дооронбек Садирбаєв
- Оператор — Олексій Кім
- Композитор — Віктор Кісін
- Художник — Актан Абдикаликов